# Dinoprionus
Dinoprionus is een kevergeslacht uit de familie van de boktorren (Cerambycidae). De wetenschappelijke naam van het geslacht werd voor het eerst geldig gepubliceerd in 1875 door Bates.

## Soorten
Dinoprionus is monotypisch en omvat slechts de volgende soort:
- Dinoprionus cephalotes Bates, 1875